# پالمتو (فلوریدا)
پالمتو (به انگلیسی: Palmetto) شهری در شهرستان ماناتی ایالت فلوریدا است که در سال ۱۸۹۷ بنیان‌گذاری شده‌است. این شهر طبق سرشماری سال ۲۰۱۰ میلادی، ۱۲٬۶۰۶ نفر جمعیت داشته و مساحت آن نیز ۱۱٫۵ کیلومتر مربع است.